# Кай Каррі-Ліндал
Кай Каррі-Ліндал (швед. Kai Curry-Lindahl; 10 травня 1917, Стокгольм, Швеція — 5 грудня 1990, Стокгольм) — зоолог, вчений, професор, автор серії книг, природоохоронний діяч. Багато років активно співпрацював з міжнародними природоохоронними організаціями ЮНЕСКО, МСОП, ЮНЕП та ін.

## Життєпис

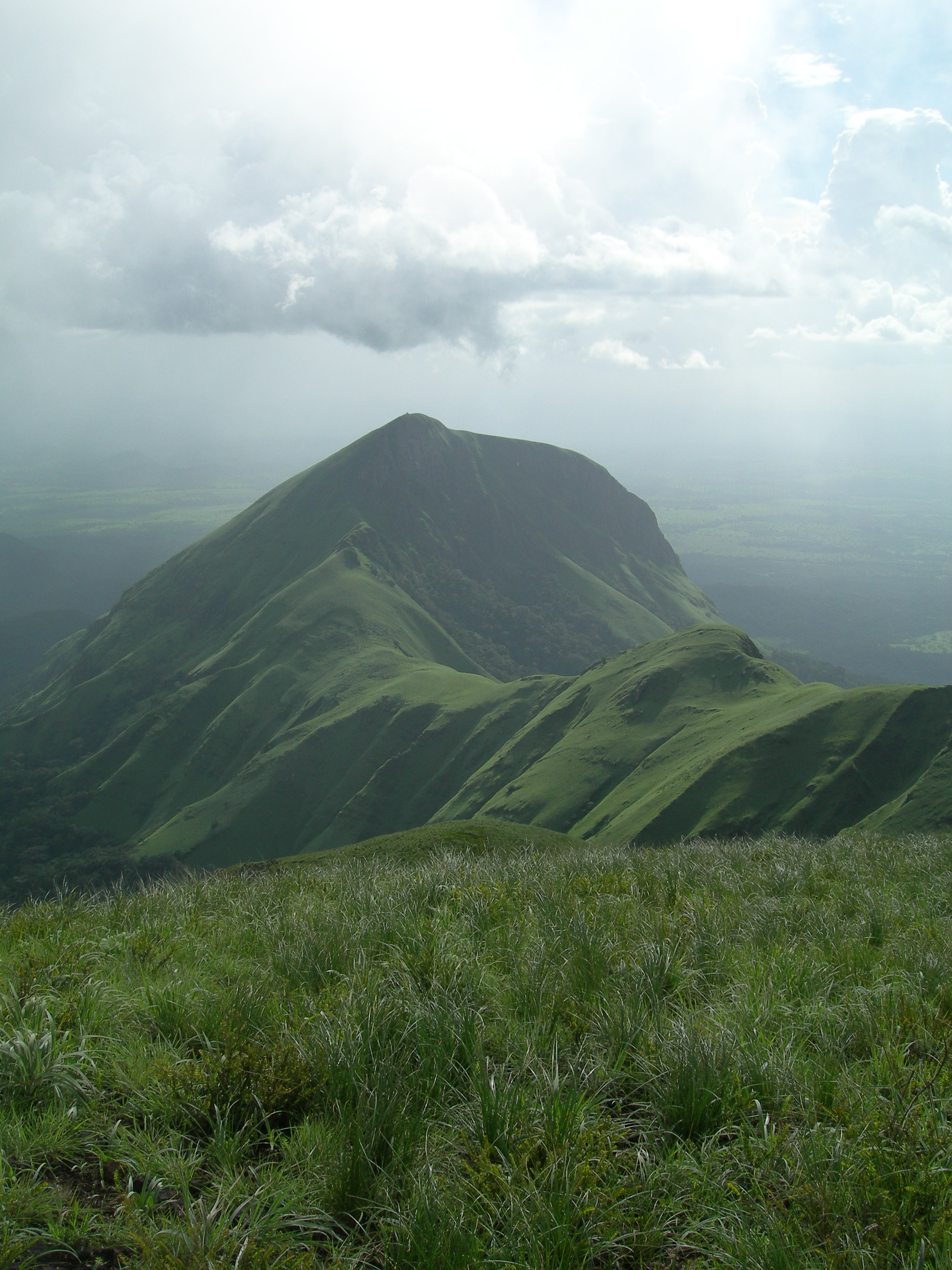
Національний природній заповідник Німба

Народився 10 травня 1917 року в Стокгольмі. Закінчив університет в Уппсалі. Вже перші роботи Каррі-Ліндала, коли він був співробітником Шведської королівської академії наук, продемонстрували широкий діапазон його інтересів, пов'язаних насамперед з фауною. Одна з його перших робіт була присвячена дослідженню пугача (Bubo bubo).
1950 року працював у журналі «Sveriges Natur», виданні Шведського товариства охорони природи. 1953 року Каррі-Ліндал був призначений директором відділу природознавства в Скандинавському музеї в Стокгольмі. В тому ж році він очолює природознавчий відділ іншого відомого шведського музею — музею під відкритим небом Скансен, де пропрацював до 1974 року. З 1957 по 1969 рік редагував наукове видання «Acta Vertebratica».
1962 року Каррі-Ліндал ініціював створення дослідницької екологічної лабораторії (англ. The Nimba Research Laboratory) горі Німба, що розташована в Західній Африці на стику трьох країн, Ліберії, Кот-д'Івуару та Гвінеї. Лабораторія пропрацювала з 1963 року до 1980-х років під егідою Комітету з дослідження Німби (англ. IUCN Nimba Research Committee), який очолював Каррі-Ліндал. Після численних досліджень природи Німби він лобіював створення національного природного заповіднику Німба.
1969 року Каррі-Ліндал ініціював впровадження термінової програми збереження дикої природи в Ліберії.
Кай Каррі-Ліндаль активно співпрацював з організаціями ООН, ЮНЕСКО та ЮНЕП. Як консультант працював в штаб-квартирі Програми ООН з навколишнього середовища ЮНЕП у Найробі, був радником уряду Швеції з екологічних питань, членом Виконавчої ради Міжнародного союзу охорони природи (МСОП). Співпрацював з Міжнародною радою з охорони птахів (англ. BirdLife International), Fauna & Flora International (FFI), Американським орнітологічним товариством (англ. American Ornithological Society; AOS), Міжнародним бюро досліджень водоплавних птахів (англ. Wetlands International), Всесвітнім фондом дикої природи (WWF) та іншими організаціями.
Читав курси лекцій з охорони природи в Стокгольмському університеті з 1966 по 1969 рік, працював у Смітсонівському інституті. Брав участь як спеціальний консультант ЮНЕСКО в Міжурядовій конференції експертів із наукових основ раціонального використання та збереження ресурсів біосфери, організованої ЮНЕСКО у вересні 1968 року.
Деякий час обіймав посаду заступника голови Комісії з виживання видів МСОП. З 1966 по 1972 рік працював заступником голови Міжнародної Комісії з національних парків Міжнародного союзу охорони природи (IUCN).
|                            | Тільки завдяки природному багатству людство змогло зберегти величезну перенаселеність. Оригінальний текст (англ.) Only at the expense of environmental capital has man been able to maintain a tremendous overpopulation. |
| — Кай Каррі-Ліндал, «Oryx» | |

Як запрошений професор викладав у Каліфорнійському університеті в Берклі 1974 та 1983 року, в Гвельфському університеті в Онтаріо 1974 та 1978 року.
У липні 1988 року переніс інсульт, але одужав і продовжив писати мемуари та завершувати рукописи, що накопичилися під час його експедицій. Кай Каррі-Ліндал не полишав наукової і письменницької діяльності аж до своєї смерті 5 грудня 1990 року. Похований на північному кладовищі столиці країни, місті Стокгольм.

## Родина
З 1947 року був одружений з Анною ван дер Воордт (1925—2018). У шлюбі в них народилося троє дітей: дві доньки Бріґітте і Едіт та син Робін.
|                                 | Кай був привабливою, товариською, веселою особистістю. Говорив англійською, французькою та німецькою мовами. Він багато подорожував і мав надзвичайні енциклопедичні знання з дикої природи та її збереження в усьому світі. Оригінальний текст (англ.) Kai had a most attractive, friendly and cheerful personality. Fluent in English, French and German. He traveled widely and had an extraordinarily encyclopedic knowledge of wildlife and its conservation throughout the world. |
| — Річард Фітер, природознавець. | |

## Наукові і науково-популярні праці
Письмовий спадок Каррі-Ліндала складається з 57 книг, більш ніж 600 наукових статей і понад 100 дописів на тему птахів та інших хребетних тварин, зоогеографії, екології, охорони природи, національних парків та ін. Книги автора перекладені декількома європейськими мовами та опубліковані в різних країнах. Кай Каррі-Ліндал досліджував всі природні зони Європи, довгий час працював в Італії, Іспанії, Бельгії й Франції, вивчаючи міграцію птахів. Його дослідження також були присвячені питанням популяційної динаміки всіх груп наземних хребетних тварин Арктики й Субарктики. Вивчав зимівлю птахів в Африці. Багато часу Кай Каррі-Ліндал присвятив дослідженню тварин Конго, працював у Танзанії, Кенії, Уганді, Руанді та інших країнах Африки. Окрім цього брав активну участь у зоологічних дослідженнях Канади, Австралії й Південно-Східної Азії.
Основні праці:
- Curry-Lindahl, Kai Animals and humans in the Swedish countryside, 1955, Stockholm
- Curry-Lindahl, Kai Some animal species distribution — Animal Geography, 1957, Stockholm
- Curry-Lindahl, Kai Forests and animals, 1961, Stockholm
- Curry-Lindahl, Kai. Europe : a natural history. — N. Y. : Random House, 1964. — 300 с. — (The Continents we live on) — книга присвячена західній частині материка Євразія — Європі. Написана відомим шведським зоологом, що багато років працював експертом ЮНЕП. Автор у своїй праці розгортає широку панораму первозданних природних ландшафтів Європи, лісів, степів, річок, озер, а також клімату, рослинності і тваринного світу. Показана роль людини в перетворенні образу природи, те як антропогенні фактори привели до корінної зміни природних ландшафтів Європи[14].
- Curry-Lindahl, Kai Conservation for Survival: An Ecological Strategy, New York, 1972
- Curry-Lindahl, Kai Lemming — a artmonografi, 1975, Bonnier, Stockholm, ISBN 91-0-039966-3
- Curry-Lindahl, Kai The endangered animals worldwide, 1982, Stockholm
- Curry-Lindahl, Kai The Future Of The Cairngorms, 1982, North East Mountains Trust with Adam Watson & R Drennan-Watson
- Curry-Lindahl, Kai Our fish, 1985, Stockholm
- Curry-Lindahl, Kai Mammals, amphibians & reptiles, 1988, Stockholm
- Curry-Lindahl, Kai Tropical mountains, 1953, Stockholm
- Curry-Lindahl, Kai, Colston, Peter R. The birds of Mount Nimba, Liberia ISBN 0-565-00982-6 British Museum (Natural History) 1986.

## Відзнаки
Кай Каррі-Ліндал за свої здобутки в досліджуваній області був заслужено відмічений рядом нагород:
- Орден Золотого Ковчега,
- Орден Леопольда (Бельгія),
- Велика золота медаль імені І. Ж. Сент-Ілера,
- Срібна медаль Шведської академії наук[6].

### Премія імені Кая Каррі-Ліндала
Міжнародну премію імені Кая Каррі-Ліндала присуджують за досягнення у сфері біологічної безпеки. Обирає номінантів преміальний комітет організації Товариства водоплавних птахів, що є членом Орнітологічної ради. Лауреатами премії Каррі-Ліндала в різний час були: Джоанна Бюргер (2016), Хайнц Гафнер і Джеймс Кушлан (2003), Джеймс Генкок (1996), Люк Гоффман (1994), Девід Вінгейт (1993).